# Албанське повстання 1911
 Албанське повстання 1911 — народне повстання направлене на визволення Албанії від турецького поневолення. 
Почалося в березні 1911 року на півночі країни. 
Головний осередок повстання знаходився на північному заході в гірському районі біля Шкодера. 
Повстанці висунули програму автономії Албанії так звану «Червону книгу» яка отримала широку підтримку в усій країні. 
В липні 1911 повстання охопило значні райони південної та центральної Албанії. 
Основну масу повстанців складали селяни. 
Повсталі відмовлялися платити податки, служити в турецькому війську, виганяли турецьких чиновників, нападали на турецькі гарнізони.
Через слабку організованість, нестачу озброєння та продовольства, зраду феодального керівництва, яке пішло на угоду з турецькою владою, відмовившися від основних вимог повстанців, а також політика Австро-Угорщини та деяких інших країн призвели до поразки повстання в серпні 1911. 
Незважаючи на невдачу повстання справило значний вплив на розвиток визвольної боротьби албанців та посилило політичну кризу в Османській імперії.